# 出磺坑
出磺坑，又寫為出礦坑，是臺灣苗栗縣公館鄉的一個傳統地域名稱，位於該鄉南部。相較於今日行政區，其範圍大致與開礦村相近。
出磺坑地區是東亞第一口現代化開採油井的所在地，至今為止還在開採，成為目前全球年代最久遠也尚在開採的油井。(以亞洲而言巴庫油田的現代化開採比出礦坑早)

## 歷史
台灣清治末期至日治初期，出磺坑地區為一街庄，稱為「出磺坑庄」，隸屬於苗栗一堡。該庄北邊西段隔後龍溪與石圍墻庄、福基庄為界，北邊東段及東北邊隔亦隔後龍溪與桂竹林庄為界，東南邊為大湖庄，西南邊為新鷄隆庄、老鷄隆庄。
1861年（清咸豐11年）由居民在後龍溪發現浮油，光緒3年（1877年）引進美國鑽井設備及技師，在出磺坑吊橋附近溪邊鑽井，並於隔年（1878年）開始出油。
1901年（日治明治三十四年）11月，全台廢縣廳改設二十廳，該庄隸屬於苗栗廳。1909年（明治四十二年）10月，合併二十廳為十二廳，該庄改隸屬於新竹廳。1920年（大正九年），廢十二廳改設五州二廳，該庄改制為「出磺坑」大字，隸屬於新竹州苗栗郡公館庄。
戰後公館庄改制為公館鄉，隸屬於新竹縣，大字亦改制為村。1950年桃、竹、苗分治，公館鄉改隸屬於苗栗縣。

## 聚落
本地區發展較早的聚落有河排、白石下、湯把崠（盪把凸）、石油坑、出磺坑（出礦坑、新北寮）、龍船仔、瓦屋坪、南藔等，在日治期初期的官方地圖上已有記載。此外，本地區尚有响水、三十二分、轉溝水等聚落。

## 交通
省道台72線是「東西向快速公路－後龍汶水線」，俗稱「後汶快速公路」，大致以西北—東南走向轉橫向蜿蜒經過出磺坑地區北部後龍溪沿岸地帶，甚後轉東南跨溪離開本地區。該道路在本地區設有三處平交路口，由此等向西繞大灣轉北可前往公館南部、銅鑼東北部、公館西北部、頭屋、後龍並止於省道台1線路口，向東南可前往汶水並止於省道台3線路口。
省道台6線又稱「舊後汶公路」、「龍汶公路」，是後龍龍港至大湖溫泉口的幹道，大致以北北東—南南西走向經過本地區東部南側後龍溪及其支流汶水溪所夾一小塊地。由該道路向北北東過舊汶水橋經汶水後沿後龍溪右岸轉西而行，至福基轉北可前往公館市區、國道1號公館交流道、苗栗、後龍南部、龍港並止於省道台61線後龍交流道及縣道119號路口，向南南西立即止於省道台3線路口。
由於原屬出磺坑的後龍溪、汶水溪所夾一小塊地已改劃歸大湖鄉，省道台6線已未經過今開礦村境內。

## 學校
- 開礦國小

## 外部連結
- 出磺坑——文化部文化資產局（页面存档备份，存于）